# Gaspard Lemaire
Georges Gaspard Thomas Lemaire (* 29. September 1899 in Antwerpen; † 8. März 1979 ebenda) war ein belgischer Schwimmer.

## Karriere
Lemaire nahm 1920 an den Olympischen Spielen in Antwerpen teil. In seiner Heimatstadt verfehlte er im Wettbewerb über 100 m Rücken als Dritter seines Vorlaufs knapp das Finale.
1948 war er eines der Gründungsmitglieder des Vereins Koninklijke Antwerpse Zwemclub Scaldis und betätigte sich nachfolgend im Vorstand. In den Jahren 1957 bis 1959 war er Präsident des Sportvereins. Zusätzlich wurde der Belgier im Wasserball einige Jahre als Schiedsrichter eingesetzt.
Sein Enkel Tom Lemaire war 1984 und 1988 im Wasserspringen ebenfalls Teilnehmer an Olympischen Spielen.